# Raúl Araiza Herrera
Raúl Araiza Herrera (Ciutat de Mèxic, 14 de novembre de 1964) és un actor mexicà. Va estudiar interpretació al Centro de Educación Artística de Televisa. Té dues filles amb la seva dona. El seu germà, la seva mare i el seu pare són també actors.

## Trajectòria

### Filmografia
| - Mi verdad (2004) - Soy un hijo de la madrugada (2001) - Religion, la fuerza de la costumbre (2000) - A medias tintas (1999) - Cómplices criminales (1999) - Cholos malditos (1999) - Loco corazón (1998) - El último narco del cartel de Juárez (1998) - Con mis propias manos (1998) - Carros robados (1998) - Amor en tiempos de coca (1997) - Abuso en el rancho (1997) - Destino traidor (1997) - Fuga de almoloya (1997) - Bonita (1996) - Mujeres infieles (1995) - Viva San Isidro (1995) - Altos instintos (1995) - Seducción judicial (1994) - Duelo final (1994) - Los temerarios (1993) - Juventud en drogas (1993) | - Contrabando de esmeraldas (1993) - Hades, vida después de la muerte (1993) - En espera de la muerte (1993) - Modelo antiguo (1992) - Persecución mortal (1992) - Relaciones violentas (1992) - Supervivencia (1992) - El regreso de la muerte (1991) - Un hombre despiadado (1991) - Hacer el amor con otro (1991) - Orgia de sangre (1991) - Sólo para audaces (1991) - Venganza diabólica (1990) - Asesino silencioso (1990) - Viernes trágico (1990) - Pesadilla sin fin (1989) - Giron de niebla (1989) - El placer de la venganza (1988) - Día de muertos (1988) - The Blue Iguana (1988) - Don't Panic (1988) - El sinvergüenza (1984) |

### Televisió
- Un gancho al corazón (2008-2009)
- Amor mío (2006-2007)
- Duelo de pasiones (2006)
- Contra viento y marea (2005)
- Cancionera (2004)
- Clap El lugar de tus sueños (2003)
- El juego de la vida (2001)
- El derecho de nacer (2001)
- Locura de amor (2000)
- Gotita de amor (1998)
- María Isabel (1997)
- La culpa (1996)
- Azul (1996)
- Mujer, casos de la vida real (1995)
- Retrato de familia (1995)
- Cadenas de amargura (1991)
- Al filo de la muerte (1991)
- Las grandes aguas (1989)
- Nuevo amanecer (1988)
- Senda de gloria (1987)
- La traición (1984)
- El milagro de vivir (1975)

### Presentador
- TV Millones (2010)
- Yoo sí vooy (2009-2010)
- Miembros al aire (2009-2011)
- Hoy (2008-2011)

## Premis
- Premios TvyNovelas, 2010, 1992